# رافليسيا شادنبيرغية
الرافليسيا الشادنبيرغية (باللاتينية: Rafflesia schadenbergiana) نوع نباتي يتبع جنس الرافليسيا من الفصيلة الرافليسية.
الموطن الأصلي لهذا النوع جزيرة مندناو في جنوب الفلبين.

## الوصف النباتي
نباتات هذا الجنس ليس لها سوق أو أوراق أو جذور، بل النبات عبارة عن زهرة فقط لها خمس بتلات. زهرة هذا النوع هي الأكبر بين الأنواع المتواجدة في الفلبين وثاني أكبر زهرة بين أنواع الرافليسيا.